# Steenhoffstraat 8-10
Steenhoffstraat 8-10 is een gemeentelijk monument in de gemeente Soest in de provincie Utrecht.
De dubbele villa werd rond 1890 ontworpen. Het pand heeft veel overeenkomsten met het huis op de Steenhoffstraat 6. In 1996 werd het uitgebouwde portaal met ingang van de rechter helft op nummer 8 gebouwd. Ook aan de achtergevel werd toen een erker gebouwd. In het midden van de symmetrische voorgevel is een middengedeelte met een overstekend zadeldak. Tegen de linker zijgevel is een serre gebouwd. De gevels zijn gedecoreerd met gepleisterde banden en boogvelden.